# Luís Couto dos Santos
Luís Couto dos Santos (Rio de Janeiro, Brasil, 1 de março de 1872 - Porto, 31 de janeiro de 1938 (65 anos)) foi um engenheiro civil e professor universitário português.

## Biografia
Luís Couto dos Santos nasceu no Rio de Janeiro, Brasil a 1 de março de 1872 e era filho do comendador Miguel Couto dos Santos e de D. Maria Cristina de Alcântara Santos.
Iniciou o curso de Engenharia Civil e de Obras Públicas na Academia Politécnica do Porto, no ano letivo de 1887-1888 e teve como professores  Francisco Gomes Teixeira, António Ferreira da Silva e Joaquim de Azevedo Albuquerque.
Concluiu a licenciatura em 1894 e iniciou a sua vida profissional  numa empresa produtora e distribuidora de energia elétrica na zona central do Porto, vindo depois a transitar para a empresa "A Construtora", que se dedicava à construção de imóveis, à montagem de instalações de iluminação e de tração elétrica.
Em 1901, fundou a fábrica Electra especializada na produção de material hospitalar.
Foi diretor dos Serviços de Exploração da Companhia Carris de Ferro do Porto e promoveu a obra da Estação Central Geradora de Massarelos (onde se encontra atualmente instalado o Museu do Carro Eléctrico), projetada em 1909 e inaugurada em 1915, necessária para o funcionamento dos carros elétricos no Porto.
Na Câmara Municipal do Porto foi consultor técnico, sendo da sua autoria  o plano de urbanização da Foz do Douro , e diretor dos Serviços Municipalizados de Gás e Eletricidade do Porto (1917-1918).
Em 1915 assume as funções de assistente provisório na Faculdade Técnica da Universidade do Porto, em 1916 passou a assistente definitivo e em maio de 1919 a professor ordinário da 3.ª secção (Mecânica e Eletrotecnia).
Em 1919 foi nomeado para diretor Faculdade Técnica da Universidade do Porto e do Laboratório Eletrotécnico, e em 1926 nomeado e eleito diretor da recente Faculdade de Engenharia da Universidade do Porto.
Doutorou-se em Engenharia em 1927 e, em 1930, era professor catedrático do 6.º grupo (Eletrotecnia) da Faculdade de Engenharia da Universidade do Porto.
Foi também vogal do Conselho Superior de Eletricidade, da Comissão Eletrotécnica Portuguesa e do Conselho Superior de Obras Públicas.
Faleceu na cidade do Porto a 31 de janeiro de 1938.